# Boxe aux Jeux olympiques d'été de 1952
Navigation
Londres 1948 Melbourne 1956
Aux Jeux olympiques d'été de 1952, dix épreuves de boxe anglaise se sont disputées du 28 juillet au 2 août 1952 à Helsinki, Finlande.
Deux nouvelles catégories viennent s'ajouter aux huit déjà existantes: les super-légers et les super-moyens. De plus, ce sont désormais deux boxeurs qui montent sur la troisième marche du podium.

## Résultats

### Podiums

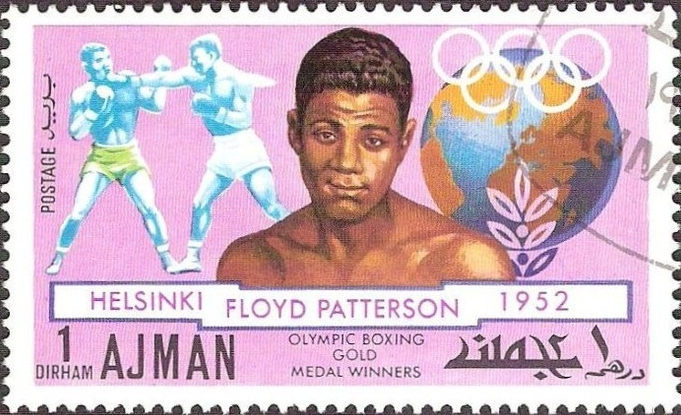
Floyd Patterson

| Catégories                    | Or                  | Argent                | Bronze                             |
| Poids mouches (-51 kg)        | Nate Brooks         | Edgar Basel           | Anatoliy Bulakov Willie Toweel     |
| Poids coqs (-54 kg)           | Pentti Hamalainen   | John McNally          | Kang Joon-ho Gennadiy Garbuzov     |
| Poids plumes (-57 kg)         | Ján Zachara         | Sergio Caprari        | Joseph Ventaja Leonard Leisching   |
| Poids légers (-60 kg)         | Aureliano Bolognesi | Aleksy Antkiewicz     | Gheorghe Fiat Erkki Pakkanen       |
| Poids super-légers (-63,5 kg) | Chuck Adkins        | Viktor Mednov         | Bruno Visintin Erkki Mallenius     |
| Poids welters (-67 kg)        | Zygmunt Chychła     | Sergey Shcherbakov    | Günther Heidemann Victor Jörgensen |
| Poids super-welters (-71 kg)  | László Papp         | Theunis van Schalkwyk | Boris Tishin Eladio Herrera        |
| Poids moyens (-75 kg)         | Floyd Patterson     | Vasile Tiță           | Boris Nikolov Stig Sjölin          |
| Poids mi-lourds (-81 kg)      | Norvel Lee          | Antonio Pacenza       | Anatoliy Perov Harry Siljander     |
| Poids lourds (+81 kg)         | Ed Sanders          | Ingemar Johansson     | Ilkka Koski Andries Nieman         |

### Tableau des médailles
Les États-Unis  repartent grands vainqueurs de ces Jeux olympiques avec cinq médailles d'or sur dix catégories disputées.
| Place | Pays              | Médaille d'or, Jeux olympiques | Médaille d'argent, Jeux olympiques | Médaille de bronze, Jeux olympiques | Total |
| ----- | ----------------- | ------------------------------ | ---------------------------------- | ----------------------------------- | ----- |
| 1     | États-Unis        | 5                              | 0                                  | 0                                   | 5     |
| 2     | Italie            | 1                              | 1                                  | 1                                   | 3     |
| 3     | Pologne           | 1                              | 1                                  | 0                                   | 2     |
| 4     | Finlande          | 1                              | 0                                  | 4                                   | 5     |
| 5     | Tchécoslovaquie   | 1                              | 0                                  | 0                                   | 1     |
| -     | Hongrie           | 1                              | 0                                  | 0                                   | 1     |
| 7     | Union soviétique  | 0                              | 2                                  | 4                                   | 6     |
| 8     | Afrique du Sud    | 0                              | 1                                  | 3                                   | 4     |
| 9     | Argentine         | 0                              | 1                                  | 1                                   | 2     |
| -     | Allemagne         | 0                              | 1                                  | 1                                   | 2     |
| -     | Roumanie          | 0                              | 1                                  | 1                                   | 2     |
| -     | Suède             | 0                              | 1                                  | 1                                   | 2     |
| 13    | Irlande           | 0                              | 1                                  | 0                                   | 1     |
| 14    | Bulgarie          | 0                              | 0                                  | 1                                   | 1     |
| -     | Corée du Sud      | 0                              | 0                                  | 1                                   | 1     |
| -     | Danemark          | 0                              | 0                                  | 1                                   | 1     |
| -     | France            | 0                              | 0                                  | 1                                   | 1     |
| Total | 17 pays médaillés | 10                             | 10                                 | 20                                  | 40    |